# ATSV Bremen 1860
ATSV Bremen 1860 was een Duitse voetbalclub uit de stad Bremen. In 1951 werd de club de eerste Duitse amateurkampioen.

## Geschiedenis
In 1891 werd Bremer SC opgericht en is na de oudste clubs van Hamburg de oudste club van Noord-Duitsland. In de beginjaren van het voetbal was de club de dominante club in Bremen. Later moest het die rol afstaan aan Werder Bremen. Na de Eerste Wereldoorlog fusioneerde de club met Schwimmclub 1885 en Allgemeinen Bremer TV tot ABTS Bremen 1860. De club kon doordringen tot de halve finale van de Noord-Duitse eindronde en verloor daar van SV Arminia Hannover. In 1925 werd begonnen met de bouw van een nieuw stadion en een jaar later werd de ABTS-Kampfbahn in gebruik genomen. Door de bouw kwam de club echter in een Financiële crisis en moest na 3 jaar het stadion verlaten. Werder Bremen nam het stadion over en noemde het Weserstadion, waar ze nog steeds spelen.
Door het faillissement moest de naam gewijzigd worden in Bremer Sportfreunde. In 1930 speelde de club nog één keer de Noord-Duitse eindronde, maar verloor opnieuw van Arminia Hannover. Na de invoering van de Gauliga in 1933 speelde de club in de tweede klasse tot 1942 toen de club promoveerde naar de opgesplitste Gauliga Weser-Ems.
In 1946 fusioneerde de club opnieuw met Allgemeinen Bremer Turnverein, de voorgaande fusie was in de tijd toen de Nationaalsocialistische Duitse Arbeiderspartij aan de macht was ongedaan gemaakt. De fusieclub nam de naam ATSV Bremen 1860 aan. De club speelde in de Bremer stadsliga, in die tijd de tweede klasse. In 1951 werd de club de eerste Duitse amateurkampioen. De wedstrijd in het Olympiastadion van Berlijn tegen Karlsruher FV werd gespeeld voor 70.000 toeschouwers. Het volgende seizoen werd de club ongeslagen kampioen en had een doelsaldo van 129:16, maar in de eindronde om promotie naar de Oberliga Nord ging de club de boot in. Ook het volgende seizoen speelde de club nog de eindronde. Daarna werd 1860 een onbeduidende amateurclub.
Omdat de club in vele sporttakken vertegenwoordigd werd en het voetbal te duur werd fusioneerde de voetbalafdeling in 1998 met BBV Union tot FC Union 60 Bremen.

## Erelijst
Duits amateurkampioen
1951